# Пинеровка
Пинеровка (на руски: Пинеровка) е селище от градски тип в Русия, разположено в Балашовски район, Саратовска област. Населението му към 1 януари 2018 година е 3470 души.